# Зальдорф-Зурхайм
Зальдорф-Зурхайм (нем. Saaldorf-Surheim) — община  в Германии, в Республике Бавария.
Подчиняется административному округу Верхняя Бавария. Входит в состав района Берхтесгаденер-Ланд.  Население составляет 5281 человек (на 31 декабря 2010 года). Занимает площадь 39,09 км². Региональный шифр  —  09 1 72 130. Местные регистрационные номера транспортных средств (коды автомобильных номеров) (нем. Kraftfahrzeugkennzeichen) — BGL Архивная копия от 20 августа 2016 на Wayback Machine.

## Население
По оценке на 31 декабря 2015 года население общины составляет 5378 человек.
| Дата      | 1840 | 1871 | 1900 | 1925 | 1939 | 1950 | 1961 | 1970 | 1987 | 2011 |
| --------- | ---- | ---- | ---- | ---- | ---- | ---- | ---- | ---- | ---- | ---- |
| Население | 1583 | 1698 | 1780 | 1981 | 2049 | 2966 | 2790 | 3309 | 4125 | 5252 |

| Год       | 1960 | 1970 | 1980 | 1990 | 2000 | 2009 | 2010 | 2011 | 2012 | 2013 | 2014 | 2015 |
| --------- | ---- | ---- | ---- | ---- | ---- | ---- | ---- | ---- | ---- | ---- | ---- | ---- |
| Население | 2737 | 3389 | 3778 | 4334 | 5175 | 5243 | 5281 | 5260 | 5283 | 5326 | 5360 | 5378 |